# Säffle kommunvapen

Säffle kommunvapen, föreställande den blåa Värmlandsörnen, som stiger upp ur Säffle kanal.

Säffle kommunvapen antogs först 1949 av Kungl. Maj:t som Säffle köping fram till dess ombildning till Säffle stad 1951. Efter kommunbildningen registrades vapnet oförändrat 1974 för Säffle kommun.
Säffle tillhörde tidigare en av de kommuner i landet som hellre använde sig av en logotyp istället för dess stadsvapen, föreställande bygdens påstådde grundare, Olof Trätälja.
Kommunen har dock på senare år antagit ett grafiskt profilprogram där kommunvapnet nu innehar en viktig del för kommunen, både som stad men även som varumärke för turism, reklam, intern och extern kommunikation och marknadsföring.

## Blasonering
Blasonering: Av guld och blått medelst en vågskura delad sköld, i vars övre fält en uppstigande blå örn med röd näbb och tunga.

## Vapen för tidigare kommuner inom den nuvarande kommunen
Inom den nuvarande kommunens område hade, förutom Säffle, även Svanskog och Värmlandsnäs vapen. Dessa vapen upphörde att gälla efter sammanslagningen till Säffle kommun 1971.

### Svanskog
Vapnet för Svanskogs landskommun fastställdes av Kunglig Majestät (regeringen) den 5 mars 1948 med följande blasonering: Sköld delad av silver, vari två bjälkvis ordnade gröna granar, och av blått, vari en gående svan av silver med röd beväring, därest dylik kan komma till användning. Vapnet är ett exempel på ett talande vapen.

### Värmlandsnäs
Vapnet för Värmlandsnäs landskommun fastställdes av Kunglig Majestät (regeringen) den 1 mars 1957 med följande blasonering: I grönt fält ett med råsegel tacklat enmastat skepp av guld och däröver i ginstammen en störtad spets av guld, belagd med tre bjälkvis ordnade och stolpvis ställda gröna sädesax. Spetsen med sädesaxen representerar den bördiga halvö i Vänern vilken kommunen omfattade och efter vilken den fått sitt namn. Skeppet kommer från bilden i Näs härads sigill, känt från 1642.

Svanskogs landskommun (1948-1970)
Värmlandsnäs landskommun (1957-1970)